# مژده ای دل که دگر باد صبا بازآمد
غزلی با مطلع «مژده ای دل که دگر باد صبا باز آمد»، غزل شمارهٔ ۱۷۴ از دیوانِ حافظ در تصحیحِ محمد قزوینی و قاسم غنی است.

## در اجراها
محمدرضا شجریان در برنامهٔ شمارهٔ ۱۸۵ از مجموعهٔ گل‌های تازه این غزل را به همراه غزل روز هجران و شب فرقت یار آخر شد در دستگاهِ ماهور اجرا کرده‌است. 
همچنین محمود خوانساری و مهستی نیز در برنامهٔ شمارهٔ ۵۶۰ از مجموعهٔ گل‌های رنگارنگ این غزل را دستگاهِ چهارگاه اجرا کرده‌اند.